# 劉彰
劉彰（英語：Liu Zhang，1999年12月18日—），中國內地男歌手、音樂人，畢業於紐約大學數學與經濟學專業。2021年參加《創造營2021》，以男子音樂組合INTO1成員身份出道，2023年團體畢業後專注個人音樂發展。2024年創立個人音樂廠牌「AKOOLMAN」，與88rising合作，致力於推廣多元音樂文化。

## 经历
五六歲時開始學習彈鋼琴，從小在廣州讀書的劉彰在初二時离开中國，被父母送到日本讀書半年，高中在广州市广外附设外语学校國際部就读，之後考入美國紐約大學數學與經濟專業。

### 2019年
2019年1月19日，在網易雲平台上發佈個人原創單曲《苦澀的甜》；4月2日，发布原创单曲《冷漠》；4月30日，发布个人原创单曲《清爽mix v3》；10月26日，发布原创单曲《Hard ****》；11月4日，发布个人原创单曲《写首歌给你》。

### 2020年
2020年3月10日，发布个人原创单曲《這年頭是個人都能當rapper出diss》，該說唱單曲目前在bilibili平台上已超千萬播放量 ；4月8日，发布个人原创歌曲《迷茫freestyle》；5月7日，发布个人原创单曲《写给说唱新世代参赛选手的一封挑战书》；6月13日，发布个人原创单曲《Love Myself》；8月9日，发布单曲《Cash Down》。同年，參加嗶哩嗶哩說唱音樂類節目《說唱新世代》，取得25強的成績，簽約加入W8VES廠牌。
2020年10月1日，他和李宇春等共同演唱的新中国成立71周年献礼歌曲《国家2020》上线；11月5日，加入说唱音乐厂牌W8VES；11月20日，发布个人原创单曲《待定区》；12月5日，发布与张毅成subs合唱的动画《恰同学少年》推广曲《会做到的》；12月11日，他参加的说唱厂牌音乐旅行节目《造浪》播出。

### 2021年
2021年，參加騰訊視頻偶像男團競演養成類真人秀節目《創造營2021》。4月24日，最終排名獲得第11名，成為國際化男子偶像組合INTO1成員。随后，参与录制综艺节目《拜托了冰箱》轟趴季。

### 2022年
6月11日，參加的電競綜藝《戰至巔峰》播出，8月，參加綜藝節目《哔哩哔哩向前衝》，8月9日，參加的綜藝《INTO1星空萬里》播出。

### 2023年
1月18日，隨組合參加《2022微博音樂盛典》。
3月25日，隨組合參加《2022微博之夜》，表演《更酷的世界》。
4月22日，參加INTO1告別演唱會。
4月24日，所屬的限定組合INTO1正式畢業。
4月，加盟《當燃青春》。
5月12日，參加的戶外競技真人秀《奔跑吧 第十一季》播出。
6月16日，參加的節目《永遠22畢業歌會》播出。
6月30日，開始第一場《巴士站》個人巡演。

### 2024年
1月，《漂流瓶》個人巡演。
6月9日，參加《永遠22！2024 bilibili畢業歌會》，演唱《快樂崇拜2024》。
8月13日，參加綜藝節目《超新星運動會第五季》播出，加入「在一起一定隊」，參加籃球三人球男子組、射箭男子個人、舞蹈運動街舞crew battle、電子競技和平精英、游泳男子50米比賽，並獲得游泳男子50米比賽冠軍。9月25日，參加2024 WMA微博音樂盛典，榮獲年度進取歌手榮譽。12月9日，與《88rising》合作創立個人廠牌AKOOLMAN，進一步拓展音樂事業版圖。

### 《創造營2021》
| 期数   | 排名   | 升降   | 票數 （撑腰值）  | 評級  | 備註           |
| 第二期 | 第20名 | 不適用 | 未有公佈撑腰值   | F → B |                |
| 第三期 | 第13名 | ▲ 7    | 未有公佈撑腰值   | F → B |                |
| 第四期 | 第16名 | ▼ 3    | 未有公佈撑腰值   | F → B |                |
| 第五期 | 第13名 | ▬      | 9,565,832撐腰值  | F → B |                |
| 第六期 | 第18名 | ▼ 5    | 未有公佈撑腰值   | F → B |                |
| 第七期 | 第15名 | ▲ 3    | 7,940,871撑腰值  | F → B |                |
| 第八期 | 第13名 | ▲ 2    | 未有公佈撑腰值   | F → B |                |
| 第九期 | 第13名 | ▬      | 3,493,794撑腰值  | F → B |                |
| 第十期 | 第11名 | ▲ 2    | 13,274,812撑腰值 | F → B | 以11名出道成團 |

## 音樂作品

### 單曲
| 發行日期       | 曲目                               | 備註                           |
| 2019年1月19日  | 苦澀的甜                           |                                |
| 2019年4月2日   | 冷漠                               |                                |
| 2019年4月30日  | 清爽                               |                                |
| 2019年7月15日  | 套近乎                             | feat.羅婉丁                    |
| 2019年10月26日 | Hard****                           |                                |
| 2019年11月4日  | 寫首歌給你                         |                                |
| 2020年3月10日  | 這年頭是個人都能當rapper出diss     |                                |
| 2020年4月7日   | Bilibili 2020 Cypher               |                                |
| 2020年4月8日   | 迷茫freestyle                      |                                |
| 2020年5月7日   | 寫給說唱新世代參賽選手的一封挑戰書 |                                |
| 2020年6月13日  | Love Myself                        |                                |
| 2020年8月9日   | Cash Down                          |                                |
| 2020年11月20日 | 待定區                             |                                |
| 2020年11月20日 | 萬悟說                             |                                |
| 2020年12月5日  | 會做到的                           | 動畫《恰同學少年》推廣曲       |
| 2023年4月27日  | I'm not gonna die yet              |                                |
| 2023年4月28日  | 火藥味                             |                                |
| 2023年7月21日  | 如果有魔法                         |                                |
| 2023年12月11日 | Never Be Afraid                    | 《鳴龍少年》插曲               |
| 2023年12月18日 | 漂流瓶                             |                                |
| 2023年12月25日 | back off                           |                                |
| 2024年6月9日   | BREAK!                             | 《时光代理人》三周年企划宣传曲 |
| 2024年6月15日  | Surprising Click                   | 《时光代理人》三周年企划宣传曲 |
| 2024年6月28日  | I'm OK                             |                                |
| 2024年9月10日  | 蔥燒雞腿肉                         | feat.Rapeter                   |
| 2024年12月23日 | Lull                               | 《时光代理人》英都篇片尾曲     |

### 《說唱新世代》時期歌曲
| 歌曲名稱                           | 歌曲資料                                                                                      | 備註       |
| 飛鳥                               | 表演者/作詞/曲：陳近南/ZesT小天/劉彰/GM仙 制作/編曲：Kenn Wu/Jochem Van Der Saag 編舞：程倩倩 | 淘汰後復活 |
| 反路                               | 表演者/作詞/作曲：劉彰 制作/編曲：Kenn Wu/Femke Weidema 編舞：程倩倩                          | 淘汰後復活 |
| 寫給說唱新世代參賽選手的一封挑戰書 | 表演者/作詞/作曲：劉彰 制作/編曲:Homage/鶴仙問鹿仙 編舞：程倩倩                               | 淘汰後復活 |
| Love Me Love Me                    | 詞:劉彰 曲:劉彰/鶴仙問鹿仙 制作/編曲/混音:鶴仙問鹿仙                                          | 淘汰       |

### 《創造營2021》時期歌曲
| 舞台'      | 歌曲名稱             | 歌曲資料 | 備註       |
| 初舞台     | 不同凡想             | 表演者：蔣敦豪/于洋/劉彰 作詞：易家揚 RAP詞：劉彰 作曲：朱敬然 原唱：袁婭維 改編編曲：大肥貓BFCat 編舞：馮輿軒/孫浩良 |            |
| 初舞台     | 道歉信               | 表演者/作詞/作曲：劉彰 | 加試       |
| 初舞台     | love myself          | 表演者/作詞/作曲/原唱：劉彰 | 對手：于洋 |
| 第一次公演 | 作為怪物             | 表演者：胡燁韜/陸定昊/李沛洋/薛八一/劉彰/田口鏧也/曹左 作詞：李格弟 作曲：吳青峰 原唱：李宇春/吳青峰 改編編曲：馬海昕Aaron 編舞：LEE WON WOO                                                                             |            |
| 主題曲舞台 | 我們一起闖           | 表演者：創造營2021學員 作曲：Alyssa Ayaka Ichinose/SQVARE/Sean Michael Alexander 作詞：小野福 編曲：Nick Pyo/Alyssa Ayaka 編舞：Choi Young Jun                                                                           |            |
| 主題曲二創 | 這是我夢裡到過的地方 | 表演者：付思超/黃鯤/林墨/劉彰/上原一翔/張嘉元/張騰 作曲：Alyssa Ayaka Ichinose/SQVARE/Sean Michael Alexander 作詞：小野福 編曲：Nick Pyo/Alyssa Ayaka 改詞：黃鯤/劉彰/上原一翔 改曲：劉彰/上原一翔 改編曲：付思超/張嘉元 |            |
| 第二次公演 | 峰項                 | 表演者：曾涵江/奧斯卡/林墨/羅言/劉彰 作詞/作曲：曾涵江/奧斯卡/林墨/羅言/劉彰/林煜修 編曲：順德/SDOUND/陳令韜/27Corazones Beats                                                                                           | 全場撐腰王 |
| 第三次公演 | 璧                   | 表演者：力丸/奧斯卡/劉彰/尹浩宇/周柯宇/張嘉元/劉些寧 作詞：陳令韜/奇才 作曲：陳令韜 編曲：陳令韜/順德/AICHEN/大肥貓BFCat/TemptGod 編舞：岳志偉/馮輿軒                                                                    | 隊內撐腰王 |
| 總決賽     | 少年的模樣           | 表演者：奧斯卡/高卿塵/力丸/劉宇/劉彰/尹浩宇/贊多/周柯宇 作詞：王天放 原詞；Sean Michael Alexander/SQVARE 作曲：Sean Michael Alexander/SQVARE/Phil Schwan 編曲：ALYSA/Phil Schwan 編舞：KIM SEUNG WOO                     | 輪流c位    |
| 總決賽     | 穿越時空的信         | 表演者/作詞/作曲：劉彰 編曲：AiChen |            |

### 歌詞VLOG
| 發行日期       | 歌曲名稱              | 歌曲資料 |
| 2021年6月21日  | Never Changed         | 演唱/作詞/作曲：劉彰                                                                                                   |
| 2021年7月27日  | Chills                | 演唱/作詞/作曲：劉彰 編曲：Homage beats/TQ Mix：TU JZ video:Mad rabbit                                                 |
| 2021年9月1日   | 小劉在拜冰            | 演唱/作詞/作曲：劉彰                                                                                                   |
| 2021年9月26日  | ALOHA                 | 演唱/作詞/作曲：劉彰                                                                                                   |
| 2021年10月29日 | 潘洛斯                | 演唱/作詞/作曲：劉彰 編曲：GavinRIFF 母帶/混音：CHOCKEY 漫畫：反派初始化 原作：墨柚 作畫：CuZn                         |
| 2021年11月28日 | 安琪拉-時之奇旅       | 演唱/作詞/作曲：劉彰 母帶/混音：TU JZ 映像：浮浮                                                                       |
| 2021年12月18日 | 峰顶 AK Remix         | 演唱/作詞/作曲：劉彰 混音：鹤仙问鹿仙 video：Mad rabbit                                                                |
| 2022年1月29日  | 飛吧                  | 演唱/作詞/作曲：劉彰 編曲：GavinRiff 混音/母带：TU JZ 封面：不過期樂園                                                 |
| 2022年3月3日   | 腦殼上的種子          | 演唱/作詞/作曲：劉彰 和聲：彭海桐 薩克斯：孟慶澤 視頻：瘋兔 混音：TU JZ                                                |
| 2022年4月6日   | AK Is Back            | 演唱/作詞/作曲：劉彰 混音：TU JZ 編曲：josh petruccio                                                                  |
| 2022年6月27日  | 不过是这样的自己      | 演唱/作词/作曲：刘彰 混音/母带：TU JZ                                                                                  |
| 2022年7月31日  | 意氣風發              | 演唱：劉彰 詞曲：劉彰 混音：TU JZ                                                                                      |
| 2022年9月21日  | 一不小心就忘记        | 作词/作曲：INTO1劉彰 混音：TU JZ 编曲：sususu                                                                          |
| 2022年10月29日 | 生人勿近              | 作词/作曲：INTO1劉彰 製作人順德@億萬虎力 編曲：27Corazones/順德@億萬虎力 混音：TU JZ                                   |
| 2022年12月9日  | 微醺                  | 作词/作曲：INTO1劉彰 混音：TU JZ 编曲：GC                                                                              |
| 2022年12月24日 | 看影子的人            | 作词/作曲：INTO1劉彰 混音/母帶：陳方舟 製作人：AiChen 編曲： AiChen/CYrus 和聲編寫&搭配唱：橘真白 吉他：早坂輝凜/CYrus |
| 2023年1月24日  | 夜話                  | 作词/作曲：INTO1劉彰 編曲：鶴仙問鹿仙/ Lucius_KUO/ Jolly Green 混音/母帶：TU JZ                                        |
| 2023年4月6日   | It’s gonna be alright | 作词/作曲：INTO1劉彰                                                                                                   |

### EP
| 名稱                     | 發行日期       | 曲目                                                                        |
| 《巴士站》               | 2023年6月9日   | 1. 巴士站 2. 匠人 3. Summer Summer 4. 腦殼上的種子 5. It's gonna be alright |
| 《Better Version of Me》 | 2024年12月18日 | 1. 荒唐 2. 向下飛 3. Lock You In My Heart 4. Better Version of Me           |

## 個人巡演

### 巴士站
| 日期          | 停靠站點 | 備註 |
| 2023年6月30日 | 珠海     |      |
| 2023年7月9日  | 瀋陽     |      |
| 2023年7月14日 | 上海     |      |
| 2023年7月16日 | 武漢     |      |
| 2023年7月19日 | 北京     |      |
| 2023年7月23日 | 廣州     |      |
| 2023年7月27日 | 杭州     | 加場 |
| 2023年7月29日 | 杭州     |      |
| 2023年8月3日  | 雪梨     |      |
| 2023年8月6日  | 墨爾本   |      |
| 2023年8月12日 | 成都     |      |
| 2023年8月15日 | 上海     | 加場 |
| 2023年8月22日 | 深圳     | 加場 |
| 2023年8月26日 | 曼谷     |      |

### 漂流瓶
| 日期          | 停靠站點 | 備註 |
| 2024年1月4日  | 廣州     |      |
| 2024年1月6日  | 杭州     |      |
| 2024年1月12日 | 長沙     |      |
| 2024年1月14日 | 南京     |      |

## 演出
| 日期           | 名稱            | 地點 |
| 2021年12月4日  | 國潮音樂節      | 廣州 |
| 2022年7月8日   | 太湖灣音樂節    | 常州 |
| 2022年8月6日   | 夏日限定音樂節  | 鄭州 |
| 2022年12月27日 | 天空音樂節      | 深圳 |
| 2023年3月17日  | 迷笛音樂節      | 海南 |
| 2023年3月26日  | 青燥音樂節      | 江西 |
| 2023年4月29日  | 太湖灣音樂節    | 江蘇 |
| 2023年4月30日  | 元氣森林音樂節  | 成都 |
| 2023年5月2日   | 海潮音樂節      | 長沙 |
| 2023年5月13日  | 起點校園音樂節  | 成都 |
| 2023年5月14日  | 魔音音樂節      | 合肥 |
| 2023年5月19日  | 西湖音樂節      | 杭州 |
| 2023年7月22日  | Z紀元山湖音樂節 | 貴陽 |
| 2024年6月21日  | 時光代理人巡演  | 上海 |
| 2024年6月22日  | 時光代理人巡演  | 杭州 |
| 2024年6月30日  | 時光代理人巡演  | 濟南 |
| 2024年7月5日   | 時光代理人巡演  | 廣州 |
| 2024年7月10日  | 時光代理人巡演  | 西安 |
| 2024年7月11日  | 時光代理人巡演  | 成都 |
| 2024年9月17日  | 明潮千帆音樂節  | 北京 |
| 2025年1月18日  | 時光代理人巡演  | 上海 |

## 影視作品

### 綜藝
| 播出日期                      | 平台     | 節目名稱           | 集数  | 備註                        |
| 2020年8月22日                 | bilibili | 說唱新世代         |       |                             |
| 2020年12月11日                | bilibili | 造浪               |       |                             |
| 2021年2月17日-2021年4月24日   | 騰訊视频 | 創造營2021         | 全集  | 参赛者 （以第11名出道成團） |
| 2021年6月22日-2021日8月24日   | 騰訊视频 | 拜托了冰箱轟趴季   | 全集  | 冰箱家族 (助理体验官)       |
| 2021年10月27日-2021年12月18日 | 騰訊视频 | 超新星运动会第四季 | 全集  | 广州代表队运动员            |
| 2021年12月17日-2022年1月7日   | 騰訊视频 | 音途万里           | 全集  | INTO1二专纪录片             |
| 2022年1月14日-2022年3月4日    | 騰訊视频 | 打开INTO1的N种方式 | 全集  | INTO1夏日小团综             |
| 2022年1月26日-2022年2月12日   | 騰訊视频 | 热雪浪             | 全集  | 热血浪少年                  |
| 2022年6月11日-2022年7月30日   | 騰訊视频 | 战至巅峰           |       | 电竞新人                    |
| 2022年8月7日                  | bilibili | 向前冲             |       | 参赛者                      |
| 2023年8月1日                  | 騰訊视频 | 朋友請吃飯         | 第8期 | 東道主                      |
| 2024年8月28日-2024年8月30日   | 騰訊视频 | 超新星運動會第五季 | 全集  | 男子50M游泳冠軍             |

## 註解
1. ↑  因A班搶位賽失敗而降級

## 外部連結
- 劉彰的新浪微博
- 劉彰的Instagram帳戶
- 劉彰的哔哩哔哩个人空间
- AK劉彰的網易雲 （页面存档备份，存于）